# 露水红颜
《露水红颜》是一部2014年上映的中国大陆都市爱情片，改编自香港著名女作家张小娴的同名小说《红颜露水》。该片由潇湘电影集团有限公司、北京星光灿烂影视文化有限公司、北京希世纪影视文化发展有限公司等出品，星光灿烂、中国电影股份有限公司与华夏电影发行有限责任公司等联合发行，并由知名导演高希希执导，刘亦菲、Rain领衔主演。全片讲述了女主人公邢露在经历过一段失败的感情后，因一桩交易与年轻画家徐承勋发生的一系列情感纠葛，从中探讨了男女关系和女性自我成长的话题。
本片于2014年3月11日在上海正式开机，4月26日完成国内戏份后，转战奥地利首都维也纳取景拍摄，同年5月1日杀青关机。影片初定于2014年11月11日“光棍节”在中国大陆正式公映，后正式定档至11月7日上映。

## 剧情
漂亮女生邢露（刘亦菲饰），一个没落贵族的后代，只能像一个普通女孩一样飘泊。情动、邂逅、初恋、失恋，邢露有着任何 女生成长的苦恼、辛酸、快乐与伤感，但在那间温馨而普通的咖啡店里，结识穷困潦倒的年轻画家徐承勋（郑智薰饰），改变了她的一切，也让她生命的激情重燃熊熊火焰，一段甜美而浪漫的爱情之旅在脚下徐徐延伸，然而这段如痴如醉的爱情却隐藏着惊天的秘密：天才画家徐承勋究竟来自哪里？他为何乐观而执著地拥抱贫穷？邢露与他的相识究竟，是无意邂逅还是精心安排？他们那刻骨铭心的爱情是否能白头偕老？她最后为何会令人心碎地客死他乡。

## 演出
| 演員   | 角色   | 介紹 |
| Rain   | 徐承勳 | 年轻帅气的富二代，但是不热衷商业反而喜欢画画，很有天分，遇上了邢露并爱上了她。 |
| 刘亦菲 | 邢露   | 本性善良，美丽高贵的女孩，因经历过情伤而对生活失去原有的热情，后因与徐母签订协议帮其设置一个爱情骗局，但在这个过程中，错误的再次陷入爱情。小說版結局是在異國得了淋巴癌，卻在前往醫院治療途中被搶匪給刺死(搶匪想搶邢露手上的戒指)，最後被某人發現屍體時，某人在報警前把戒指給拔了下來......電影版結局是邢露為了挽回憤而離開的徐承勳，在小巷裡被搶匪刺傷，又被開車的徐承勳撞到，從橋墩上以美麗的弧度跌進水裡，後來徐承勳送邢露到醫院，在進急診室前，邢露手中的戒指脫落到始終都緊握著她的手不放的徐承勳手上。 |
| 王学兵 | 杨振民 | 滥情的渣男，喜欢邢露，但为了事业抛弃了她。 |
| 陈冲   | 徐母   | 徐承勋的妈妈，强势的女人。但是也同样孤僻封闭，希望儿子早日回家，于是找到了邢露，设计了一场游戏。 |
| 唐嫣   | 明真   | 邢露的同学、闺蜜，性格開朗活潑。 |
| 安志杰 | 练哥   | |
| 邵峰   | 林亨   | |
| 李雨轩 | 小丁   | |
| 林依轮 | 徐父   | 年轻时的徐父 |

## 音乐原声
| 主题曲  | 演唱者 | 作詞 | 作曲 |
| Be Here | 张靓颖 | 安九 | 张征 |

## 周边商品
| 书名                             | ISBN               | 页  | 作者   | 出版社           | 发行日期      | 语言     |
| 红颜露水（原谅我，不曾为爱燃烧） | ISBN 9787550232709 | 224 | 张小娴 | 北京联合出版公司 | 2014年10月1日 | 简体中文 |

## 相关作品
- 原著小说《红颜露水》（ISBN 9787530208885）

## 制作

### 创作背景
电影《露水红颜》改编自畅销书作家张小娴所著的小说《红颜露水》，讲述了一段没落贵族与平民王子的动人爱情故事。原著中邢露经历了三段爱情，而电影由于时长的因素，切去了第一段校园的青春恋情。 高希希作为导演在电视剧领域创作了很多经典佳作，如《幸福像花儿一样》、《甜蜜蜜》、《三国》等，这次却转战大荧幕拍起了电影。谈到此中缘由，高希希坦言因为他的专业是电影，电影也一直是其心中最爱。所以在拍摄了这么多电视剧，积累了很多宝贵的经验后，在这个时机用自身的阅历和感悟，来完成这样一部作品，也是对自己电影梦的达成。

### 选角过程
高希希说几年前去车墩探班Rain和孙俪拍摄MV，都没有挤进去，被哄了出来，当时他觉得rain就是他认为原著中的那个角色，于是便找他来拍摄了，而拍摄中他感觉到刘亦菲与Rain几乎和角色融为一体，每天的拍摄都极度兴奋，哪怕拍大夜戏都状态很好。

### 拍摄过程
4月14日拍摄的是深陷于感情纠葛的女主角邢露从高楼跳下自杀，获男主角徐承勋救助不慎一同坠落的戏份。期间，剧组出动了消防车、警车、120救护车、高空吊车，同时，被钢丝绳吊拽的男女主角替身应该是经过精心挑选，与rain、刘亦菲非常神似，栩栩如生。现场，扮演警察、医生、护士、过路人的群众演员，把消防员搭起的防坠气垫团团围住，心惊肉跳的观看男女主角惊险坠楼、重摔在大气垫上。

## 评价
该片的剧情跌宕起伏中带着隐隐感动，结局太意想不到后劲很足；画面优美干净，张靓颖演唱的主题曲与整部电影完美契合；作为电影《露水红颜》的女主角，刘亦菲自决定出演以来就备受关注，而在该片中电影给了刘亦菲很多发挥的机会，无论是与男主恋爱时的甜蜜，还是一人独处时的内心戏，刘亦菲都是一字一句表现的极富节奏和张力，演技较之前有非常大的突破，更加成熟和自然，而男主角郑智薰同样获得了很高的评价，很多影迷在看过他的表演之后，都认为这个已年过三十的欧巴饰演的年轻画家一点都不矫揉造作，徐承勋的可爱、单纯、执着与痛苦都被他表现的淋漓尽致。开心时笑容纯净，悲痛时眼泪像雨珠一样掉落不断，男主角的每个细节都被他诠释的恰到好处。
导演高希希讲故事很棒，将一个看似平常的爱情故事拍出了跌宕起伏，揪心不断，电影《露水红颜》取景维也纳和上海，由拍摄过《孔雀》、《立春》等多部作品的摄影师杨述掌镜，优美的画面让观众们感叹每一帧都像一幅画”，“光线干净，画面构图很精致。当为配合电影剧情和画面搭配的电影主题曲出现在影片中时，衔接的完美，如虎添翼，选择张靓颖演唱主题曲，音乐加入电影中后有种挥之不去的淡淡忧伤，非常动人。

## 宣传
| 日期     | 活动                        | 出席者                               |
| -------- | --------------------------- | ------------------------------------ |
| 6月14日  | 第17届上海国际电影节        | 高希希、郑智薰、刘亦菲               |
| 10月13日 | 第10届中国金鹰电视艺术节    | 高希希                               |
| 10月28日 | 湖南卫视《快乐大本营》录制  | 刘亦菲、唐嫣、张靓颖                 |
| 10月29日 | “1107光棍节·爱在这里”发布会 | 高希希、刘亦菲、唐嫣、王学兵、张靓颖 |
| 11月4日  | 重庆媒体见面会              | 高希希、刘亦菲、邵峰                 |
| 11月4日  | 全国路演·重庆站             | 高希希、刘亦菲、邵峰                 |
| 11月5日  | 成都媒体见面会              | 高希希、刘亦菲、邵峰                 |
| 11月5日  | 全国路演·成都站             | 高希希、刘亦菲、邵峰                 |
| 11月6日  | 南京媒体见面会              | 高希希、刘亦菲                       |
| 11月6日  | 全国路演·南京站             | 高希希、刘亦菲                       |
| 11月7日  | 首映发布会                  | 高希希、郑智薰、刘亦菲、唐嫣         |
| 11月7日  | 全球首映礼                  | 高希希、郑智薰、刘亦菲、唐嫣         |
| 11月8日  | 上海媒体见面会              | 高希希、郑智薰、刘亦菲               |
| 11月8日  | 全国路演·上海站             | 高希希、郑智薰、刘亦菲               |
| 11月9日  | 深圳媒体见面会              | 高希希、郑智薰、刘亦菲、邵峰         |
| 11月9日  | 全国路演·深圳站             | 高希希、郑智薰、刘亦菲、邵峰         |
| 11月10日 | 全国路演·广州站             | 高希希、刘亦菲、邵峰                 |
| 11月11日 | 昆明媒体见面会              | 高希希、刘亦菲、邵峰                 |
| 11月11日 | 全国路演·昆明站             | 高希希、刘亦菲、邵峰                 |
| 11月12日 | 南昌媒体见面会              | 高希希、邵峰                         |
| 11月12日 | 全国路演·南昌站             | 高希希、邵峰                         |

## 票房
11月7日在中国大陆上映，首周三日票房共计3500万元，最终累计6631万。

## 外部連結
- 豆瓣电影上《露水红颜》的資料 （简体中文）
- 时光网上《露水红颜》的資料（简体中文）
- 互联网电影数据库（IMDb）上《露水红颜》的资料（英文）
- 电影《露水红颜》官方微博的新浪微博